# Chris Leeuwe
Chris Leeuwe (24 december 1942) is een Nederlands PvdA-politicus. Hij was gedurende veertien jaren actief als wethouder en locoburgemeester in Delfzijl (1975-1989), vervolgens burgemeester in Oud-Beijerland (1989-1996) en, per 1 juli 1996, (de tweede) burgemeester van de gemeente Lelystad, als opvolger van Hans Gruijters. Hij was daarnaast onder andere korpsbeheerder van de regiopolitie Flevoland.
Op 1 februari 2006 is hij, na bijna tien jaar burgemeester van de Flevolandse hoofdstad te zijn geweest, vervroegd met pensioen gegaan. Hij werd opgevolgd door Margreet Horselenberg, voorheen burgemeester van Doetinchem.